# Nocticola gerlachi
Nocticola gerlachi är en kackerlacksart som beskrevs av Roth, L. M. 2003. Nocticola gerlachi ingår i släktet Nocticola och familjen Nocticolidae. IUCN kategoriserar arten globalt som starkt hotad.
Artens utbredningsområde är Seychellerna. Inga underarter finns listade i Catalogue of Life.